# Dysstroma thingvallata
Dysstroma thingvallata là một loài bướm đêm trong họ Geometridae.